# Württembergische Kriegerzeitung
Die  Württembergische Kriegerzeitung war das amtliche Blatt des Württembergischen Kriegerbundes. Es erschien von 1876 bis in die 1950er Jahre. Vor 1914 erschien es wöchentlich und hatte jeweils 12 Seiten. Die Auflage betrug 1909 46.300 Exemplare.